# Heterocleonus
 Heterocleónus — рід жуків родини Довгоносики (Curculionidae).

## Спосіб життя
Невідомий.

## Географічне поширення
Єдиний відомий вид цього роду описаний з Тунісу.

## Класифікація
Тривалий час цей рід включали до триби Cleonini, але після вивчення типового матеріалу його перенесли до Lixini. Єдиний вид роду знайдений у Тунісі:
- Heterocleonus demoflysi Normand, 1953